# Stupnički Kuti
Stupnički Kuti (1931-ig Kuti, 1971-ig Kuti Stupnički) falu Horvátországban, Bród-Szávamente megyében. Közigazgatásilag Bebrinához tartozik.

## Fekvése
Bródtól légvonalban 15, közúton 26 km-re délnyugatra, Pozsegától légvonalban 25, közúton 37 km-re délkeletre, községközpontjától 3 km-re északra, Szlavónia középső részén, a Szávamenti-síkságon fekszik.

## Története
A település a 17. század végén, vagy a 18. század elején keletkezett. Az 1730. évi egyházi vizitáció említi először, amikor már 20 ház és a Szent Katalin kápolna is állt a faluban. 1746-ban 30 háza volt, melyben 45 katolikus család lakott. 1760-ban 33 házában 58 családban 321 katolikus lakos élt. Az 1780-as katonai leírás szerint csaknem egész határa sáros, mocsaras volt, mely csak nyáron száradt ki. Nagyobb esőzések után gyakran öntötte el az árvíz. Temploma fából épült.
 A katonai közigazgatás megszervezése után a gradiskai határőrezredhez tartozott.
Az első katonai felmérés térképén „Kute” néven található. Lipszky János 1808-ban Budán kiadott repertóriumában „Kutte vel. Kute” néven szerepel. Nagy Lajos 1829-ben kiadott művében „Kutte” néven 81 házzal, 459 katolikus és 2 ortodox vallású lakossal találjuk. A katonai közigazgatás megszüntetése után 1871-ben Pozsega vármegyéhez csatolták.
A településnek 1857-ben 624, 1910-ben 701 lakosa volt. Az 1910-es népszámlálás szerint lakosságának 79%-a horvát, 3%-a ruszin anyanyelvű volt. Pozsega vármegye Bródi járásának része volt. Az első világháború után 1918-ban az új szerb-horvát-szlovén állam, majd később (1929-ben) Jugoszlávia része lett. A település 1991-től a független Horvátországhoz tartozik. 1991-ben lakosságának 95%-a horvát nemzetiségű volt. 2011-ben a településnek 384 lakosa volt. Iskolája, közösségi háza van.

## Lakossága
| Lakosság változása | Lakosság változása | Lakosság változása | Lakosság változása | Lakosság változása | Lakosság változása | Lakosság változása | Lakosság változása | Lakosság változása | Lakosság változása | Lakosság változása | Lakosság változása | Lakosság változása | Lakosság változása | Lakosság változása | Lakosság változása |
| ------------------ | ------------------ | ------------------ | ------------------ | ------------------ | ------------------ | ------------------ | ------------------ | ------------------ | ------------------ | ------------------ | ------------------ | ------------------ | ------------------ | ------------------ | ------------------ |
| 1857               | 1869               | 1880               | 1890               | 1900               | 1910               | 1921               | 1931               | 1948               | 1953               | 1961               | 1971               | 1981               | 1991               | 2001               | 2011               |
| 624                | 608                | 525                | 587                | 563                | 701                | 648                | 712                | 730                | 722                | 633                | 548                | 473                | 430                | 394                | 384                |

## Gazdaság
A lakosság hagyományosan mezőgazdasággal, állattartással foglalkozik.

## Nevezetességei
Alexandriai Szent Katalin tiszteletére szentelt római katolikus temploma a bebrinai plébánia filiája.

## Kultúra
A település kulturális és művészeti egyesülete a KUD Graničar Stupnički Kuti egyesület 2009 óta működik. Őrzi a település kulturális értékeit, hagyományait, dalait, néptáncait, szokásait. Három csoportban működik: felnőtt, énekkar és tamburazenekar. Mintegy 20 tagot számlál. Minden év szeptemberében megrendezik a „Slavonija u srcu i duši” folklórfesztivált.

## Oktatás
A településen a bebrinai Antun Matija Reljković elemi iskola alsó tagozatos területi iskolája működik.

## Sport
Az NK „Graničar” labdarúgóklubot 1928-ban alapították. A megyei 3. ligában szerepel.